# Micaela Incitti
Micaela Incitti (Roma, 4 maggio 1971) è una doppiatrice italiana.

## Filmografia
- Saremo film, regia di Ludovica Marineo (2006)

## Doppiaggio

### Film
- Jennifer Tilly in Bailey - Il cane più ricco del mondo, La maledizione di Chucky
- Regina Hall in Danika, Ricomincio da nudo
- Juno Temple in Maleficent, Maleficent - Signora del male
- Emily Mortimer in Il ritorno di Mary Poppins
- Kathryn Hahn in Tomorrowland - Il mondo di domani
- Jennifer Coolidge in Gentlemen Broncos
- Melanie Paxson in Saving Mr. Banks
- Lisa Marie Karuk in Final Destination
- Stephanie Sanditz in Kate & Leopold
- Miwa Asumi in Ju-on
- Esra Akkaya in Merve Kült
- Madalina Bellariu Ion in Dampyr
- Nemi Wiklund in Sorella di neve

### Film d'animazione
- Sina in Oceania, Oceania 2
- Molly in Toy Story 2 - Woody e Buzz alla riscossa
- Bambino in Momo alla conquista del tempo
- La cameriera in Barbie - La principessa e la povera
- Charlotte La Bouff in La principessa e il ranocchio
- Sharma in Disney Princess: Le magiche fiabe - Insegui i tuoi sogni[1]
- Saori Makimura ne La collina dei papaveri[2]
- Ippa #1 in Madagascar 2
- Trixie in Toy Story 3 - La grande fuga, Toy Story 4
- Esperanza in Madagascar 3 - Ricercati in Europa
- Strix Struma in Il regno di Ga'Hoole - La leggenda dei guardiani
- Cocotte in Pedro: Galletto coraggioso[3]
- Moxie Dewdrop in Trolls
- Zia Ashley in Vampiretto[4]
- Agente Gore in Onward - Oltre la magia[5]
- Maggiore in Luca[6]
- ambasciatrice Auva in Elio

### Serie televisive
- Mila Kunis in That '70s Show
- Jordana Brewster in Chuck
- Aileen Celeste in Non può essere!
- Luz Cipriota in El refugio
- Ashleigh Brewer in Beautiful
- Raquel Rojas in Grachi
- Antonella Querzoli in Soy Luna
- Adaku Ononogbo in Ms. Marvel
- Toni Trucks in Do No Harm
- Merve Bulut in Il dottor Alì
- Bâlâ Atabek in Everywhere I go - Coincidenze d'amore

### Cartoni animati
- Izzy in A tutto reality - L'isola, A tutto reality - Azione!, A tutto reality - Il tour, A tutto reality - La vendetta dell'isola, A tutto reality - All-Stars
- Lord Dominator in Wander
- Tara in Kim Possible
- Ernie in Juanito Jones
- Raylea in Fillmore!
- Tad e Chad in Due fantagenitori
- Tina in Lloyd nello spazio
- Spheric in Nick
- Amelia in Rubbadubbers
- Kara in Di-Gata Defenders
- Sophie in Cédric
- Rosie ne Il trenino Thomas[7] (serie 2010)
- Marisol in Rekkit Rabbit
- Annie in La banda di Monica
- Dan in Clifford
- Tulip in Toot & Puddle
- Midge in Gli strani misteri di Archie
- Dennis in Kid vs. Kat - Mai dire gatto
- Yari in Papà castoro
- Stella in Il nido
- Iris in Tork
- Fifì in Il gatto di Frankenstein
- Miss Soledad in Combo Niños
- Rosaria e Chano in Pelezinho
- Nilla in La famiglia Spaghetti
- Dona in St. Luminous Mission High School
- Yukari in Wingman
- Mitriel in Winx Club
- Chief in Pucca
- Sherry in Medarot
- Scompiglio e Fata Fiocco in Guru Guru, il girotondo della magia
- Pyoko in BuBuChaCha
- Fag Fog in Oliver
- Q-Chan in Pet Shop of Horrors
- Cindy in Fake, un'indagine confidenziale
- Little Petal e Little Ellie in Angel Mouse
- Nadesico in Eri
- Sagwa in Wang Do
- Brandy in Wombat City
- Misae Nohara (2^ voce) in Shin Chan
- Kaoru in Gakeen - Magnetico robot (epis. 27-39)
- Vanessa in Macross
- Misa in Devil Lady
- Yoshinaga in Shin Tenchi muyō!
- Shiori Kudo in Full Metal Panic!
- Emi Sakura in Pretty Sammy
- Dea dell'acqua in Inuyasha (2ª serie)
- Kumazo in Brain Powerd
- Nami Tachiba in I"s
- Tricia Holmes in 6teen
- Rocky in Le avventure di Rocky e Bullwinkle
- Kiyoh Bachika in Sfondamento dei cieli Gurren Lagann
- Myrtle in A casa dei Loud
- Miranda in I Casagrande
- Grogda in Disincanto
- Coso (1ª voce) in Teen Titans Go!
- Kreel in LEGO Ninjago: La rivolta dei draghi
- Madam in The Grimm Variations
- Turanga Munda (ep. 6x12) e Ape Regina in Futurama[8]

### Videogiochi
- Juarez in G-Force - Superspie in missione[9]
- Cittadine in PAW Patrol World (2023)[10]